# ارنست سوقومونیان
ارنست میکائیلی سوقومونیان (ارمنی: Էռնեստ Միքայելի Սողոմոնյան؛ زادهٔ ۲۰ اکتبر ۱۹۴۹) یک سیاستمدار اهل ارمنستان است که از تاریخ ۱۹۹۵ تا تاریخ ۱۹۹۹ سمت نمایندگی دوره اول مجلس ملی جمهوری ارمنستان و بار دیگر از تاریخ ۲۰۰۷ تا تاریخ ۲۰۱۲ سمت نمایندگی دوره چهارم مجلس ملی جمهوری ارمنستان را برعهده داشت.

## زندگی‌نامه
در ۲۰ اکتبر ۱۹۴۹ در مارتونی به دنیا آمد .